# 周光关系
周光关系（英語：period-luminosity relation），即勒维特定律（英語：Leavitt Law），指造父变星具有的光变周期和绝对星等之间的关系。

## 歷史
1912年，哈佛大学天文台的勒维特观测了小麦哲伦云中的25颗造父变星，发现，它们的光变周期越长，视星等越小。由于小麦哲伦云离我们足够遥远，恒星又非常密集，其中每颗恒星到地球的距离都可以看作是近似相同的。因此勒维特发现的光变周期与视星等的关系可以视为是光变周期与绝对星等的关系。
由视星等转化为绝对星等，需要解决周光关系的零点标定问题。1913年，丹麦天文学家埃希纳·赫茨普龙利用视差法测定了银河系中几颗较近的造父变星的距离，距离尺度得到标定。1915年，美国天文学家沙普利成功解决了造父变星的零点标定问题。
即使如此，利用现有数据，周光关系的斜率和零点仍然不能同时求出。一般公认的周光关系斜率由Caldwell & Laney (1991)根据大麦哲仑星云中的88颗
造父变星得出（ρ= −2.81 ± 0.06）。Laney & Stobie (1994)由大小麦哲仑星云中
的造父变星和银河系内一些星团、星协中的造父变星，导出过另一个周光关系斜率
ρ = −2.87 ± 0.07。
1940年代，美国工作的德国天文学家巴德发现，造父变星分为两类，它们具有不同的周光关系。
- 对于属于星族Ⅰ的经典造父变星，绝对星等M与光变周期P的关系为：

{\displaystyle M=-1.43-2.81\lg P}（Feast & Catchpole, 1997）
- 对于属于星族Ⅱ的短周期造父变星（又称室女座W型變星），绝对星等M与光变周期P的关系为：

{\displaystyle M=-0.35-1.75\lg P}
可以通过造父变星的光变周期求得绝对星等，进而求出距离模数，最终求得造父变星的距离。这一方法广泛应用于测量星团、近距离的銀河外星系的距离。

## 参阅
- 造父变星